# S/2007 S 2
S/2007 S 2 là một vệ tinh tự nhiên của Sao Thổ. Phát hiện của nó được công bố bởi Scott S. Sheppard, David C. Jewitt, Jan Kleyna, và Brian G. Marsden vào ngày 1 tháng 5 năm 2007, từ các quan sát được thực hiện từ ngày 18 tháng 1 đến ngày 19 tháng 4 năm 2007. S/2007 S 2 có đường kính khoảng 6 km và quay quanh Sao Thổ ở khoảng cách trung bình là 16.054.500 km trong khoảng 759,2 ngày, ở độ nghiêng 176,65 ° so với mặt phẳng hoàng đạo, theo hướng chuyển động nghịch hành và có độ lệch tâm là 0,237.
Vệ tinh này đã từng được coi là mất tích vào năm 2007 vì nó không được nhìn thấy kể từ khi được phát hiện. Vệ tinh sau đó đã được phát hiện phục hồi và công bố vào tháng 10 năm 2019.